# Championnat de France féminin de rink hockey 2010-2011
Navigation
Nationale 1 2009-2010 Nationale 1 2011-2012
L'édition 2010-2011 du Championnat de France de rink hockey féminin regroupe 7 clubs.

## Équipes
- RAC Saint-Brieuc
- US Coutras
- CS Noisy Le Grand
- US Villejuif
- SPRS Ploufragan
- SA Mérignac
- Nantes ARH

## Règlement
En fin de saison, en cas d'égalité de point entre deux équipes, celles-ci sont départagées au nombre de points remportés sur les deux rencontres, puis au goal average particulier sur les deux confrontations.

## Résultats
| Résultats (dom.\ext.)                                      | RAC | USC | CSN | USV | SPRS | SAM | NARH |
| RAC Saint-Brieuc                                           |     | -   | -   | -   | -    | -   | -    |
| US Coutras                                                 | -   |     | -   | -   | -    | -   | -    |
| CS Noisy Le Grand                                          | -   | -   |     | -   | -    | -   | -    |
| US Villejuif                                               | -   | -   | -   |     | -    | -   | -    |
| SPRS Ploufragan                                            | -   | -   | -   | -   |      | -   | -    |
| SA Mérignac                                                | -   | -   | -   | -   | -    |     | -    |
| Nantes ARH                                                 | -   | -   | -   | -   | -    | -   |      |
| - Victoire à domicile - Match nul - Victoire à l'extérieur |     |     |     |     |      |     |      |

## Classement
| Rang | Équipe            | Pts | J  | G  | N | P  | Bp  | Bc | Diff |
| ---- | ----------------- | --- | -- | -- | - | -- | --- | -- | ---- |
| 1    | US Coutras(T)     | 36  | 12 | 12 | 0 | 0  | 110 | 15 | +95  |
| 2    | CS Noisy Le Grand | 30  | 12 | 10 | 0 | 2  | 96  | 18 | +78  |
| 3    | RAC Saint-Brieuc  | 21  | 12 | 7  | 0 | 5  | 48  | 58 | -10  |
| 4    | US Villejuif      | 17  | 12 | 5  | 2 | 5  | 51  | 65 | -14  |
| 5    | SPRS Ploufragan   | 10  | 12 | 3  | 1 | 8  | 31  | 66 | -35  |
| 6    | SA Mérignac       | 7   | 12 | 2  | 1 | 9  | 30  | 68 | -38  |
| 7    | Nantes ARH        | 3   | 12 | 1  | 0 | 11 | 19  | 95 | -76  |